# Cerkiew Narodzenia Najświętszej Maryi Panny i klasztor Bazylianów w Tadulinie
Cerkiew Narodzenia Najświętszej Maryi Panny i klasztor Bazylianów w Tadulinie – nieistniejąca cerkiew i klasztor Bazylianów w Tadulinie (okolice Janowicz)  na Białorusi. Obiekt położony był nad jeziorem Wymno. W 1839 roku został przekazany prawosławnym, cerkiew przebudowano w stylu moskiewskim i zmieniono wezwanie na Zaśnięcia Matki Bożej. Klasztor otrzymał wezwanie Wniebowzięcia Najświętszej Maryi Panny. W 1888 roku został przekazany żeńskiemu monasterowi. W 1922 roku klasztor został rozgrabiony przez władze sowieckie, a w 1928 zamknięty. W 1945 roku wysadzono cerkiew w powietrze, a około 1960 roku rozebrano resztki murów klasztornych. Do dziś pozostały w ziemi krypty i fragmenty fundamentów. Było to sanktuarium maryjne, w ołtarzu głównym cerkwi znajdował się cudowny obraz Matki Bożej Tadulińskiej.

## Historia

### I Rzeczpospolita
Miejscowość dawniej nazywała się Wymno, była dziedziczną własnością Ogińskich. Po utworzeniu klasztoru bazyliańskiego, i nadaniu mu uposażenia, została przekształcona w Tadulin, którego nazwa pochodziła od imienia ofiarodawcy Tadeusza Franciszka z Kozielskich Ogińskiego. W opisach z XIX w. wioska Tadulina, położona była 18 wiorst od Suraża.
W 1740 roku rozpoczęto budowę pierwszej świątyni przeznaczonej później dla potrzeb bazylianów, jako kościoła ku czci Matki Bożej („ut Nomen Domini et Mariae Glorissiceter”).
W dniu 3 kwietnia 1743 roku nastąpiło podpisanie fundacji, ofiarowywanej przez Tadeusza Franciszka Ogińskiego (wojewodę trockiego), i jego żonę Izabelę z Radziwiłłów. Oprócz folwarku funduszowego przekazano 8 tysięcy złotych polskich oraz zapewnienie corocznych wypłat sumy 70 talentów na zabezpieczenie funkcjonowania klasztoru.
Kilka dni później fundator postarał się, by było to też sanktuarium maryjne, wnosząc tam 8 września 1743 roku Obraz Matki Bożej. Brak dokładniejszych wskazówek o pochodzeniu tego obrazu, najczęściej mówi się, że był malowany w tym samym czasie, dla potrzeb tej świątyni, bowiem zaraz po uroczystości poświęcenia tej cerkwi, odbyła się uroczystość druga wniesienia do niej cudownego obrazu Narodzin Maryi Panny w święto Narodzin. Obraz ten wniósł do świątyni sam kasztelan z bratem Stanisławem, kasztelanem witebskim.
Przy drewnianym kościele i klasztorze bazyliańskim było zabezpieczenie funduszowe dla 6 zakonników. Uposażeniem był folwark Uspoole (Kazimierzów) z 12 duszami funduszowymi. Superior Jan Fidelecki OSBM rozpoczął staranie o budowę murowanej świątyni.

### Zabór rosyjski
W latach 1769–1771 przebudowano kościół dzięki funduszom Tadeusza Ogińskiego. W 1773 roku klasztor należał do prowincji litewskiej, mieszkało w nim 5 kapłanów. W 1774 nastąpiło zakończenie budowy kościoła, wzorowanego na świątyni franciszkanów w Siennie.

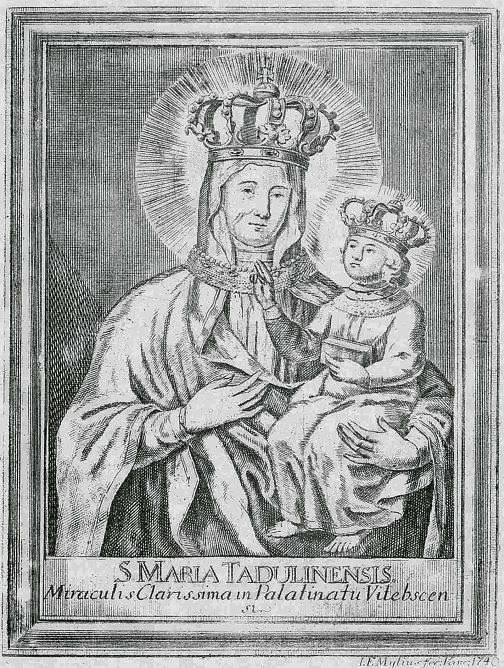
Obraz Matki Bożej Tadulińskiej

W głównym ołtarzu umieszczony był cudowny obraz Matki Bożej: „na głównym ołtarzu, we framudze pod błękitnym drewnianym, złota korona uwieńczonym namiotem”, zwany w okolicy obrazem Matki Boskiej Tadulińskiej. Z tego też względu, że stawało się to miejsce sanktuarium pielgrzymkowym, jeszcze za życia fundatora – Tadeusza Ogińskiego, podjęto starania o przyznanie prawnego statusu dla miejsc świętych. W 1783 wydano nakaz zdejmowania nakrycia głowy przez Żydów podróżujących w pobliżu kościoła.
W 1793 dokonano poświęcenia świątyni przez posługę abp. Herakliusza Lisowskiego.
Po skasowaniu klasztoru bazyliańskiego w Witebsku powiększyła się liczba osób we wspólnocie, bowiem mieszkających tam zakonników przesłano do Tadulina, tu też dołączono sumy funduszowe z ich witebskiej fundacji.
W 1800 roku Tadulin jest własnością Ksawerego księcia Ogińskiego, syna fundatora tutejszego klasztoru (majątek taduliński wynosił 401 włók ziemi i 1312 dusz rewizowych).
Uposażenie klasztoru było wciąż jednym z największych w okolicy, i dlatego w 1803 roku klasztor taduliński został zobowiązany do wysyłania kwoty 1200 rubli na utrzymanie pensji dla dziewcząt przy klasztorze bazylianek w Witebsku.
W 1804 roku staraniem opata witebskiego o. Adama Suraza Frąckiewicza OSBM, klasztor w Tadulinie został wyremontowany i „powiększony o nowy pawilon mieszkalny“. Był to piętrowy budynek otaczający w kwadrat wirydarz.
W 1805 mieszkało tu 14 zakonników, majątek klasztorny to m.in. ok. 8 tys. dziesiętnic ziemi. Z dochodów klasztornych nadal utrzymywano dzieła miłosierdzia, m.in. wspomnianą już szkołę dla osieroconych dziewcząt przy klasztorze św. Ducha w Witebsku.
Do klasztoru należało pięć folwarków: Kazimierzowo, Puzirow, Jaszkowicze, Awdiejewicze, Poddubie (obszar ziemi = 8452 dziesięciny i 1029 sążni kwadratowych), co stanowiło razem 1154 chłopów funduszowych oraz 6 włościan. W obszarze tym funkcjonowały 4 młyny wodne, 2 wiatraki, 2 folusz, fabryka skór, 2 gorzelnie, fabryka wapna, 4 karczmy i 4 łowiska ryb (m.in.: jezioro Wymno, jezioro Nieszczodro).
W latach 1819-30 odrestaurowano kościół staraniem wikarego o. Floriana Bukowskiego OSBM, który zatrudnił budowniczego Emiliana Pietuchina.
Około 1833 nastąpiła kasata klasztoru bazylianów i przejęcie przez prawosławnych. W 1834 roku za nie popieranie kasaty unii zostaje zdjęty z urzędu o. Sylwester Bukowski OSBM, określany jako „silny papista”. W czasie wizyty abp W. Łużyńskiego do „schizmy” przystąpiło 4 kapłanów klasztoru, a okoliczne duchowieństwo potwierdziło fakt współpracy z prawosławiem. W klasztorze mieszkali m.in. przysłani na „pokutę” z innych klasztorów zakonnicy i proboszczowie „niepokorni” dla zjednoczenia unii z cerkwią.
Po skasowaniu unii, w 1839 rozpoczęła się przebudowa świątyni i zabudowy pobazyliańskiej na prawosławny klasztor p.w. Wniebowzięcia Najświętszej Maryi Panny. W 1842 roku zajmuje go prawosławny klasztor męski, istniejący przy cerkwi p.w. Zaśnięcia Matki Bożej. Cały obiekt cerkiewny został wówczas ogrodzony nowym klasztornym murem. W 1843 decyzją cara nastąpiło włączenie majątków ziemskich do skarbu państwa, co uszczupliło fundusze jakimi dysponował monaster.
W 1866 roku klasztor znajdował się w bardzo złym stanie (m.in. zrujnowane ściany). Mieszkało w nim 10 zakonników.
W 1879 roku nastąpiła przebudowa nawy głównej i ustawienie na niej kopuły, tak by upodobnić wygląd świątyni do cerkwi. Być może wówczas zmieniono też nazwę kompleksu klasztornego, bo w opracowaniach z ok. 1880 r. jest to klasztor prawosławny p.w. Świętej Trójcy.
W 1888 roku klasztor przekazano na żeński monaster, przy nim w 1891 otwarto szkołę dla dziewcząt. Według dokumentów cerkiewnych w 1909 istniał tu prawosławny żeński Uspieński monastyr. Posiadał w tym czasie 4 dziesięciny uprawnej ziemi (pracowało tu 39 poddanych).
Klasztor musiał uchodzić za ważny ośrodek prawosławia na tym terenie, ponieważ w 1910 mieszkało w nim 58 zakonnic, natomiast w 1913 w szkole uczyły się 63 osoby.

### ZSRR
Po rewolucji październikowej szkoła klasztorna została zajęta przez władze państwowe. Wprawdzie w 1920 roku istniał jeszcze budynek klasztorny (w jednej z sal znajdował się sławny portret fundatora) oraz cerkiew klasztorna, jednak rok później funkcjonował tu już sierociniec.
W 1922 roku zgodnie z przyjętymi przez W. Lenina dyrektywami, następuje rabunek mienia cerkiewnego przez władze sowieckie. W klasztorze pozostaje kilka osób opiekujących się pozostałościami sanktuarium. W 1928 zamknięto klasztor, a resztę mienia przekazano kołchozowi Swoboda.
W 1943 roku cerkiew została zniszczona przez hitlerowców. Po wyzwoleniu wioski przez wojska radzieckie, w 1945 roku świątynię wysadzono w powietrze. Na fali reform „postalinowskich” oraz dalszej ateizacji społeczeństwa, za czasów Chruszczowa, dokonano całkowitej dewastacji obiektu. Około 1960 roku zniszczono resztki ścian zabudowy klasztornej. Cegłami ze zniszczonych budynków wysypano drogę do Janowicz.

### Republika Białorusi
W 2011 r. w pobliżu zniszczonego klasztoru otwarto prawosławny żeński monaster Zaśnięcia Matki Bożej. Wspólnota zakonna zamieszkuje sąsiadującą z Tadulinem Słobodę. W miejscu dawnych zabudowań klasztornych wzniesiono kaplicę, planowana jest też budowa cerkwi.

## Architektura
Cerkiew została zbudowana na planie prostokątna, o wklęsło-wypukłej fasadzie z dwoma wieżami, podzielonej pilastrami i zwieńczonej trójkątnym frontonem. Na nim namalowano herb zakonu: ognisty słup z otaczającym go napisem: "Talis Est Bacilius magnus". Wewnątrz znajdowało się pięć marmoryzowanych ołtarzy na życzenie fundatora wzorowanych na retabulach w Siennie. Ołtarz główny z cudownym obrazem Matki Boskiej umieszczonym pod baldachimem wydzielał miejsce dla chóru i był widoczny ponad niskim kolumnowym ikonostasem.

## Superiorzy klasztoru
| imię i nazwisko                     | daty urzędowania |
| ----------------------------------- | ---------------- |
| o. Jan Fidelecki                    |                  |
| o. Antoni Frąckiewicz               |                  |
| o. Ignacy Ptak                      |                  |
| o. Ginko                            | ok. 1770 – 1772  |
| o. Sylwester Bukowski               | 1833–1834        |
| o. Florian Bukowski (administrator) | 1834–1835        |